# Quận Franklin, Washington
Quận Franklin là một quận thuộc tiểu bang Washington, Hoa Kỳ.
Quận này được đặt tên theo. Theo điều tra dân số của Cục điều tra dân số Hoa Kỳ năm 2000, quận có dân số 49.347 người. Quận lỵ đóng ở Pasco.

## Địa lý
Theo Cục điều tra dân số Hoa Kỳ, quận có diện tích 3276 km2, trong đó có 60 km2 là diện tích mặt nước.